# Antonio Ferraz
Antonio Ferraz Núñez (Güeñes, Vizcaya, 28 de junio de 1929-Santurce, 1 de junio de 2024) fue un ciclista español, profesional entre los años 1953 y 1961, durante los que logró veintiuna victorias. Uno de sus mayores éxitos deportivos lo obtuvo en la Vuelta a España donde conseguiría una victoria de etapa en la edición de 1957, y en el Campeonato de España de ciclismo en ruta que lograría en dos ocasiones.

## Palmarés
| 1954 - P. Loinaz (Beasáin) 1955 - 1 etapa en la Vuelta a Andalucía - G.P. Goierri - G.P. Múgica - 2 etapas del G.P. Ayuntamiento de Bilbao - Soraluze (P. Placencia) - G.P. Busturia - 1 etapa G.P. Ondarroa 1956 - Circuito de Guecho - Campeón de España de ciclismo en ruta - Campeonato Vasco-Navarro de montaña - 1 etapa de la Vuelta a Asturias | 1956 continuación - Billabona - 1 etapa de la Vuelta a los Pirineos - Campeón de España por Regiones 1957 - 1 etapa en la Vuelta a España - Campeón de España de ciclismo en ruta - Trofeo Jaumendreu 1958 - G.P. Llodio - Circuito Liberación (Los Corrales) - G.P. Barakaldo 1959 - G.P. Llodio |

## Resultados en Grandes Vueltas y Campeonato del Mundo
Durante su carrera deportiva ha conseguido los siguientes puestos en las Grandes Vueltas y en los Campeonatos del Mundo en carretera:
| Carrera         | 1949 | 1950 | 1951 | 1952 | 1953 | 1954 | 1955 | 1956 | 1957 | 1958 | 1959 | 1960 |
| --------------- | ---- | ---- | ---- | ---- | ---- | ---- | ---- | ---- | ---- | ---- | ---- | ---- |
| Giro de Italia  | -    | -    | -    | -    | -    | -    | -    | -    | -    | -    | -    | -    |
| Tour de Francia | -    | -    | -    | -    | -    | -    | -    | -    | Ab.  | -    | -    | -    |
| Vuelta a España | X    | -    | X    | X    | X    | X    | Ab.  | 32.º | 20.º | 15.º | 41.º | Ab.  |
| Mundial en Ruta | -    | -    | -    | -    | -    | -    | -    | 22.º | 41.º | -    | -    | -    |

-: No participa

Ab.: Abandono

X: Ediciones no celebradas